# 哈维·拉瓦塞达
哈维·拉瓦塞达（1989年2月24日—）是西班牙男子职业篮球运动员，现时效力西甲大加那利岛篮球俱乐部。在球场上的位置是得分后卫-小前锋。

## 生涯
拉瓦塞达最早是巴塞罗那足球俱乐部篮球队青年队成员。2007年与科尔内利亚篮球俱乐部签约。2010年被富恩拉夫拉达借用。尽管与马德里签约两年，他的出色表现（场均得到9分和3个篮板）足以让他重返巴塞罗那足球俱乐部篮球队。
2015年7月与大加那利岛签约。